# Tall del vapor

Diagrama indicador en un motor de vapor. Vegeu l'inici de l'expansió.

En un motor de vapor amb un pistó alternatiu, l’expressió «tall del vapor» («cutoff» en anglès) indica la posició del pistó corresponent al final d’entrada del vapor al cilindre. Interrupció provocada pel tancament de la vàlvula d’entrada del vapor.
En la majoria de locomotores de vapor, aquest tancament està controlat per l’inversor de la distribució («reversing gear» en anglès).
El punt de tancament de la vàlvula d’entrada del vapor (o un altre fluid a pressió semblant: aire comprimit, anhídrid carbònic,...) cap al cilindre (des de la caldera i la vàlvula de regulació) és molt important en el control d’una màquina o motor de vapor. Un cop l’esmentada vàlvula es tanca, el vapor confinat dins del cilindre s’expandeix adiabàticament, mentre que la pressió baixa. Un punt de tall tardà (proper a la posició baixa de la cursa del pistó) determina que la pressió d’entrada actua sobre el pistó sobre gairebé tota la cursa. Sense expansió, en gran part. Aquest estat del vapor (a la pressió d’entrada i sense expansió) implica un rendiment baix. La sortida d’aquest vapor, que s’expansiona a l’atmosfera, provoca un so característic: una mena de xuf-xuf. Un tall del vapor ràpid (poc després de l’inici) resulta en un rendiment més alt i un menor consum de vapor. Per contra, la pressió mèdia efectiva sobre el pistó és més baixa. I el parell motor també és més baix.